# Amina J. Mohammed
Amina Jane Mohammed (Liverpool, 27 de junho de 1961) é uma diplomata e política nigeriana que atua como a quinta Secretária-Geral Adjunta das Nações Unidas. Anteriormente, Mohammed foi Ministra do Ambiente da Nigéria de 2015 a 2016 , tendo tido um papel de relevo no processo da Agenda de Desenvolvimento Pós-2015, que levou à definição dos Objectivos de Desenvolvimento Sustentável.

## Infância e educação
Amina Mohammed nasceu em 1961 em Liverpool, no Reino Unido, filha de um oficial veterinário nigeriano e de uma enfermeira britânica. Ela é a mais velha de cinco filhas.
Mohammed frequentou a escola primária em Kaduna e em Maiduguri, bem como a Escola Buchan na Ilha de Man. Em 1989, também frequentou o Henley Management College. Depois de terminar os estudos, regressou à Nigéria.

## Carreira
Entre 1981 e 1991, Mohammed trabalhou na Archcon Nigeria, um gabinete de arquitectura, em associação com a Norman e Dawbarn, do Reino Unido. Em 1991, fundou o Afri-Projects Consortium, do qual foi Diretora Executiva até 2001.
De 2002 a 2005, Mohammed coordenou a Força-Tarefa sobre Género e Educação no âmbito do Projecto do Milénio, das Nações Unidas.
Mais tarde, Mohammed posteriormente assumiu a posição de Asessora Especial Sérior do Presidente da Nigéria para os Objetivos de Desenvolvimento do Milénio (ODM). Em 2005, foi encarregada da coordenação dos fundos de alívio da dívida da Nigéria para a realização dos ODM. O seu mandato incluiu a concepção de um Fundo Virtual de Pobreza com abordagens inovadoras para a redução da pobreza, coordenação e monitorização do orçamento, bem como o aconselhamento sobre questões relacionadas com a pobreza, a reforma do setor público e o desenvolvimento sustentável.
Mais tarde, Mohammed fundou o Center for Development Policy Solutions, da qual foi administradora, e também se tornou professora-adjunta do programa de Mestrado em Práticas de Desenvolvimento da Universidade de Columbia. Durante esse tempo, Mohammed fez parte de vários painéis e conselhos consultivos internacionais, incluindo o Painel de Alto Nível do Secretário-Geral das Nações Unidas sobre a Agenda de Desenvolvimento Pós-2015 e o Grupo Consultivo de Especialistas Independentes sobre a Revolução de Dados para o Desenvolvimento Sustentável. Ela também presidiu o Conselho Consultivo do Relatório de Monitorização Global da Educação (GME) da Organização das Nações Unidas para a Educação, a Ciência e a Cultura (UNESCO).
A partir de 2012, Mohammed um elemento de relevo para a Agenda de Desenvolvimento Pós-2015, tendo servido como Conselheira Especial do Secretário-Geral da ONU, Ban Ki-moon, no planeamento do desenvolvimento pós-2015. Nessa função, actuou como elo entre o Secretário-Geral, o seu Painel de Alto Nível de Pessoas Eminentes (HLP) e o Grupo de Trabalho Aberto da Assembleia Geral (OWG), entre outras partes interessadas. A partir de 2014, também atuou no Grupo Consultivo de Especialistas Independentes do Secretário-Geral sobre a Revolução de Dados para o Desenvolvimento Sustentável. 

### Ministra do Ambiente (2015-2017)
De 2015 a 2017, Mohammed foi Ministra Federal do Ambiente no gabinete do Presidente Muhammadu Buhari. Durante esse tempo, foi representante da Nigéria no Comité Diretor de Reforma da União Africana (UA), presidido por Paul Kagame. Mohammed renunciou ao Conselho Executivo Federal da Nigéria em 24 de fevereiro de 2017.
Em 2017, durante o seu mandato como ministra do meio ambiente da Nigéria, Mohammed foi acusada de ter participado num esquema chinês para importar ilegalmente pau-rosa da Nigéria, espécie ameaçada de extinção. O governo nigeriano negou as acusações.

### Secretária-Geral Adjunta das Nações Unidas
Em janeiro de 2017, o Secretário-Geral das Nações Unidas, António Guterres, anunciou a sua intenção de nomear Mohammed Secretária-Geral Adjunto das Nações Unidas.
Em 19 de novembro de 2020, visitou o Hospital de Campo UN COVID-19 em Accra. Mohammed elogiou o Gana pelo sucesso do país na luta contra a pandemia COVID-19.

## Vida pessoal
Sua filha, Nadine Ibrahim, é realizadora de cinema. 

## Outras atividades
- Parceria Global para Dados de Desenvolvimento Sustentável, Membro do Conselho de Administração (desde 2017) [22]
- ActionAid, Projeto Internacional de Direito à Educação, Membro do Conselho Consultivo
- Programa de Desenvolvimento Global da Fundação Bill & Melinda Gates, Membro do Conselho Consultivo
- Hewlett Foundation, membro do Conselho de Administração
- Centro de Pesquisa para o Desenvolvimento Internacional, Membro do Conselho de Governadores
- Instituto de Informação Científica e Técnica da China (ISTIC), Membro do Conselho Consultivo

## Reconhecimento
- Ordem da República Federal da Nigéria (2006)
- Hall da Fama das Mulheres Nigerianas (2007)
- Prêmio Notre Dame da Família Ford para o Desenvolvimento Internacional e Solidariedade (2015)[23]
- Prémio Diplomata do Ano (2017) [24]
- Título de chefia Sarraounia do Níger (2018), pelos Reis daquele país[25]
- BBC 100 Women (2018) por seu trabalho como secretária-geral adjunta das Nações Unidas[26]
- Prémio Cidadão Global, galardão de Líder Mundial 2019 [27]